# Volcans des abysses
Volcans des abysses (Volcanoes of the Deep Sea) est un documentaire moyen-métrage (40 minutes) américano-canadien réalisé par Stephen Low, narré par Ed Harris et sorti en 2004. Le film est produit par James Cameron.

## Thème
Ce documentaire s'attache aux recherches menées par le sous-marin de poche Alvin capable de plonger à grande profondeur lors d'une expédition menée par l'océanographe Richard Lutz.
L'expédition traque un organisme, Paleodictyon nodosum (en), supposé être le responsable de la trace fossile connue sous le nom de Paléodictyon à proximité des volcans sous-marins situés à 3500 m de profondeur sur la dorsale médio-atlantique.

## Production
Le film a été financé par la National Science Foundation, produit par James Cameron et coproduit par l'Université Rutgers du New Jersey.
Richard Lutz est crédité comme chercheur principal (Principal Investigator) et Lutz et Peter Rona comme directeurs scientifiques du film.

## Autour du film
Ce film a été refusé par certains cinémas IMAX aux États-Unis du fait de son sujet sur la théorie de l'évolution.

## Prix
Il a obtenu le Grand Prix et le Prix Kodak de l'image lors du neuvième Festival de la Géode.